# دالمانية (مفصليات)
الدالمانية (الاسم العلمي:†Dalmanites) هي جنس منقرض من ثلاثيات الفصوص يتبع فصيلة الدالمانيات من رتبة نظيرات عدسيات العيون.